# Jemieljan Łagutkin
Jemieljan Siergiejewicz Łagutkin (ros. Емельян Сергеевич Лагуткин, ur. 1900, zm. 13 kwietnia 1983) – funkcjonariusz NKWD i MWD ZSRR, generał major bezpieczeństwa państwowego ZSRR.

## Życiorys
Od 1921 w Armii Czerwonej, 1924 ukończył Wojskowy Instytut Kultury Fizycznej, a 1936 Wojskową Akademię im. Frunzego w Moskwie. 1926 wstąpił do WKP(b). Służył w OGPU/NKWD, 1937-1938 doradca korpusu republikańskiego w wojnie domowej w Hiszpanii. 1938-1948 zastępca przewodniczącego miejskiego komitetu wykonawczego w Leningradzie - szef sztabu miejskiej obrony powietrznej NKWD/MWD, organizator obrony Leningradu w czasie II wojny światowej. 2 stycznia 1942 mianowany generałem majorem. Od sierpnia 1948 - lutego  1949 szef Zarządu MWD obwodzie leningradzkim, od marca 1949 - 1950 zastępca szefa Zarządu MWD obwodu kałuskiego. Od marca 1950 w rezerwie, 1952 aresztowany i poddany śledztwu w związku ze "sprawą leningradzką", w maju 1953 zwolniony. 